# Чирчиньяни, Никколо
Никколо Чирчиньяни, также Черчиньяни, известный как Помаранчо, или Помаранче (итал. Niccolò Circignani detto il Pomarancio, Pomarance; 1517, Помаранче, Тоскана — 1597, Читта-делла-Пьеве, Перуджа, Умбрия) — живописец позднего итальянского Возрождения и маньеризма.

## Биография
Художника называют Помаранче по именованию его родного города Помаранче, в области Тоскана, в провинции Пиза. Около 1562 года Никколо был в Риме, где совместно с Санти ди Тито расписывал фресками двор Бельведер в Ватикане.
Затем он работал в Орвието (1570), Умбертиде (1572), Читта-ди-Кастелло (1573—1577), Кастильоне-дель-Лаго (1574) и Читта-делла-Пьеве. Он также сотрудничал с Хендриком ван ден Бруком в соборе Орвието, а в 1568 году выполнил фрески церкви Маэста-делле-Вольте в Перудже, «Воскресение» (1569) в Паникале и «Благовещение» (1577, ныне в галерее Читта-ди-Кастелло).
Никколо Чирчиньяни писал фрески на мифологические сюжеты, такие как «Суд Париса», «Сцены из Энеиды» и другие, в сотрудничестве с Джованни Антонио Пандольфи, во дворце Корнья в Кастильоне-дель-Лаго. Картины, изображающие «деяния Асканио», были заказаны маркизом Диомедом делла Корнья, подписавшим контракт с Чирчиньяни в 1574 году. Тосканский художник также создал часть живописного убранства Палаццо делла Корнья в Читта-делла-Пьеве.
В 1579 году он вернулся в Рим, чтобы работать с Маттеусом Брилем и украсить «Зал Меридиана» в Торре деи Венти и Лоджии Рафаэля (1580—1583) в Ватикане.
В период с 1582 по 1583 год он посвятил себя созданию фресок базилики Санто-Стефано-Ротондо на холме Челио в Риме: двадцати четырёх сцен, имитирующих скульптурные рельефы, в оттенках жёлтого, изображающих историю Святого Стефана. Ему было поручено расписать стену, закрывающую галерею, сценами мученичества. Цикл начинается с Распятия Иисуса, за которым следует побивание камнями Святого Стефана, на дальнем плане — изображения мучений апостолов. В композицию включён автопортрет художника.
В 1589 году художник упоминается в аббатстве Вальвисчоло в Сермонете, где ему было поручено выполнение фресок в капелле Каэтани с историями Святого Лаврентия, в пресвитерии и в хоре церкви. Живописные циклы были заказаны кардиналом Энрико Каэтани и герцогом Онорато IV. Завершено по случаю визита папы Сикста V в герцогство Сермонета, который состоялся с 11 по 21 октября 1589 года. Кроме того, существуют многочисленные визуальные ссылки на герцогский титул (путти, держащие герцогскую корону), пожалованный Сикстом V несколькими годами ранее папской буллой «Coelestis Altitudinis» Онорато IV Каэтани. Авторство фресок Никколо Чирчиньяни подтверждают две надписи, обнаруженные в хоре, которые также явно указывают на его сотрудников, среди которых упоминается имя его сына Антонио. Художник скончался в возрасте восьмидесяти лет в 1597 году.

## Галерея

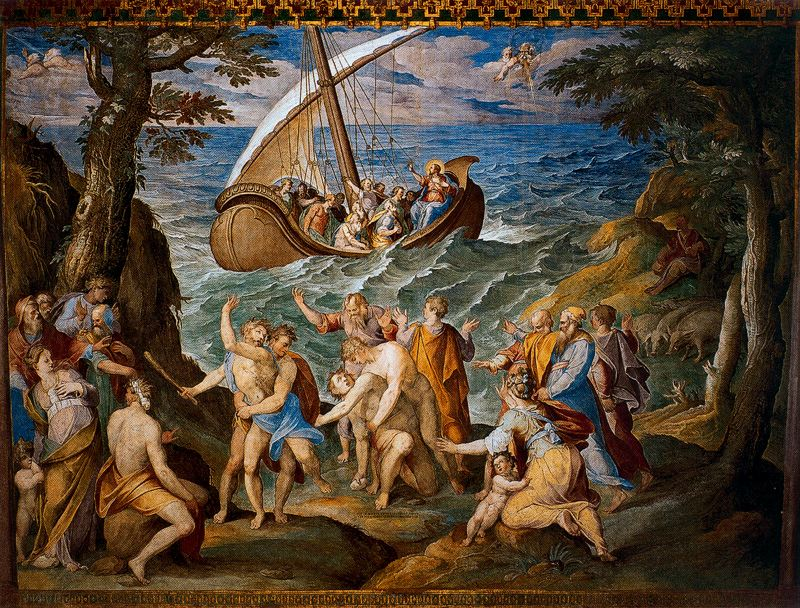
Н. Чирчиньяни и М. Бриль. Иисус, усмиряющий бурю на Галилейском море. Фреска в Зале Меридиана. Григорианская башня, Ватикан
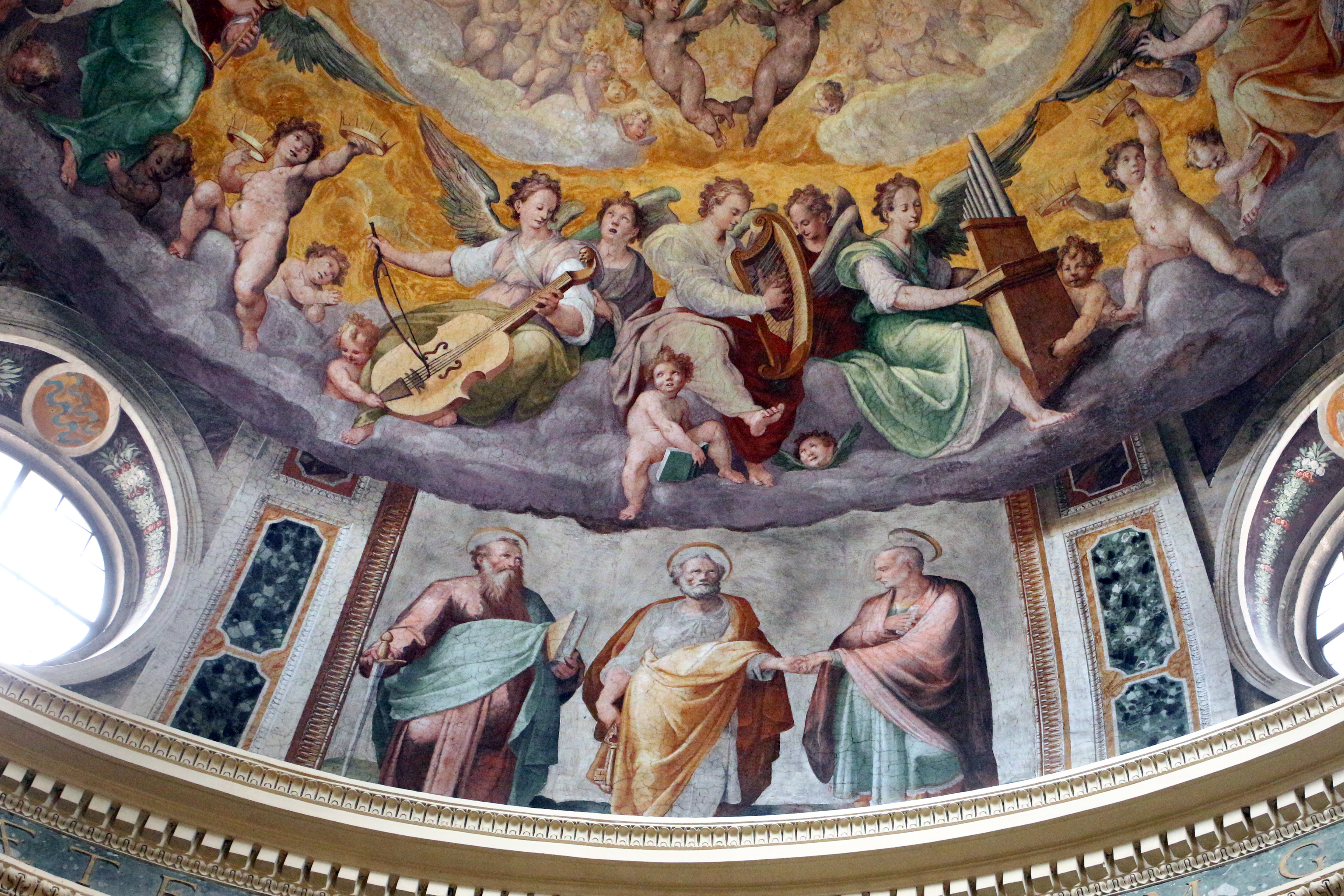
Рай. Ангелы и апостолы, играющие музыку. 1588. Фреска конхи церкви Санта-Пуденциана, Рим
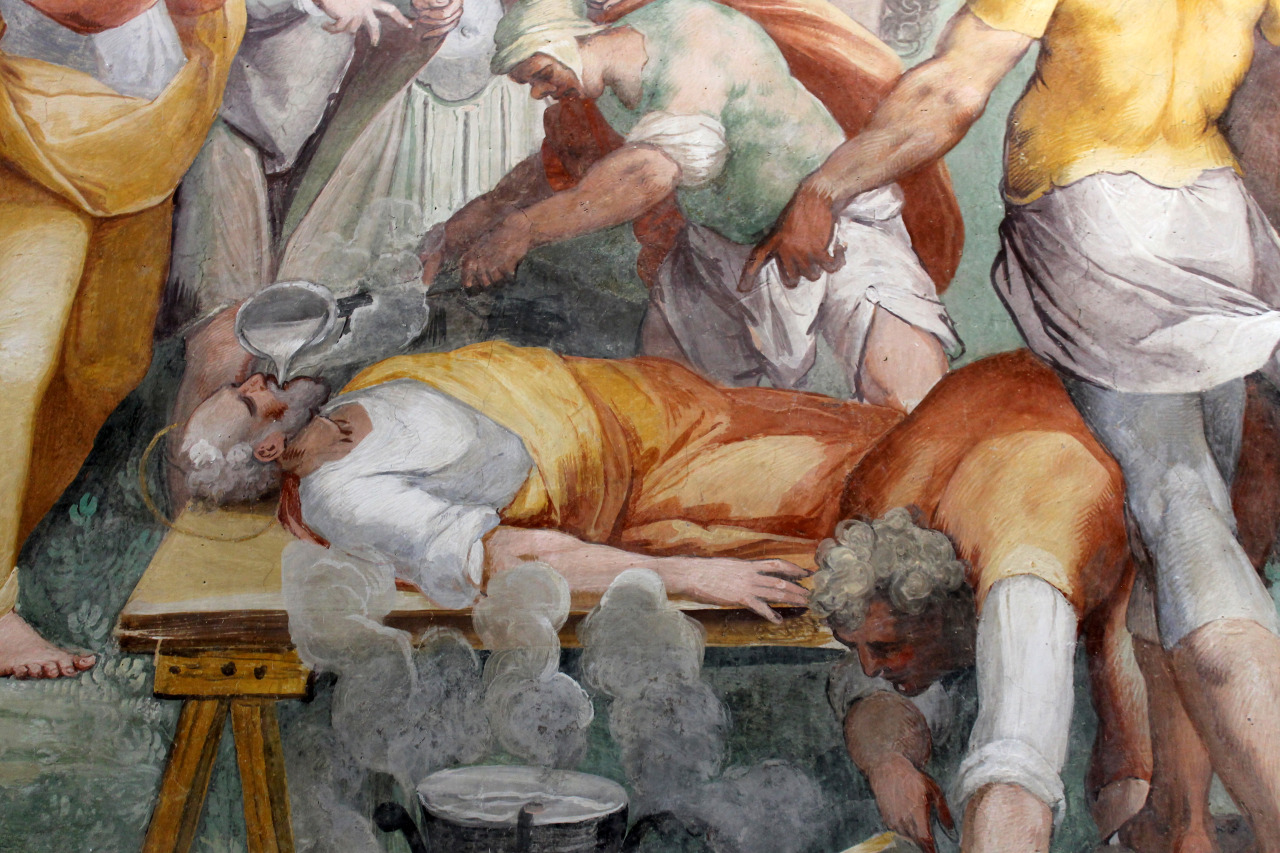
Мученичество Святого Прима. 1582-1583. Деталь росписи церкви Санто-Стефано Ротондо, Рим
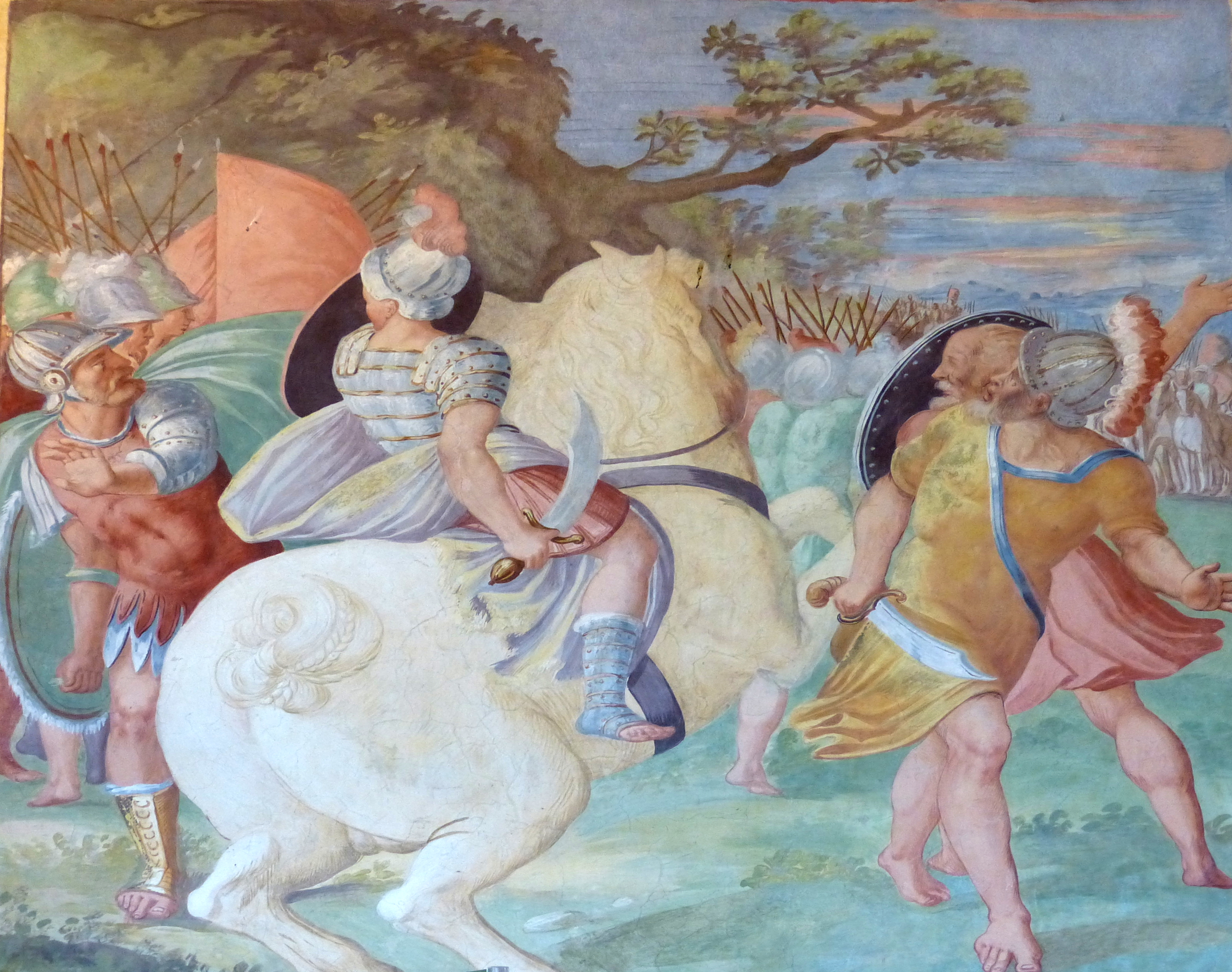
Битва Цезаря при Фарсале. 1563. Деталь фрески во Дворце Корнья, Кастильоне-дель-Лаго, Умбрия
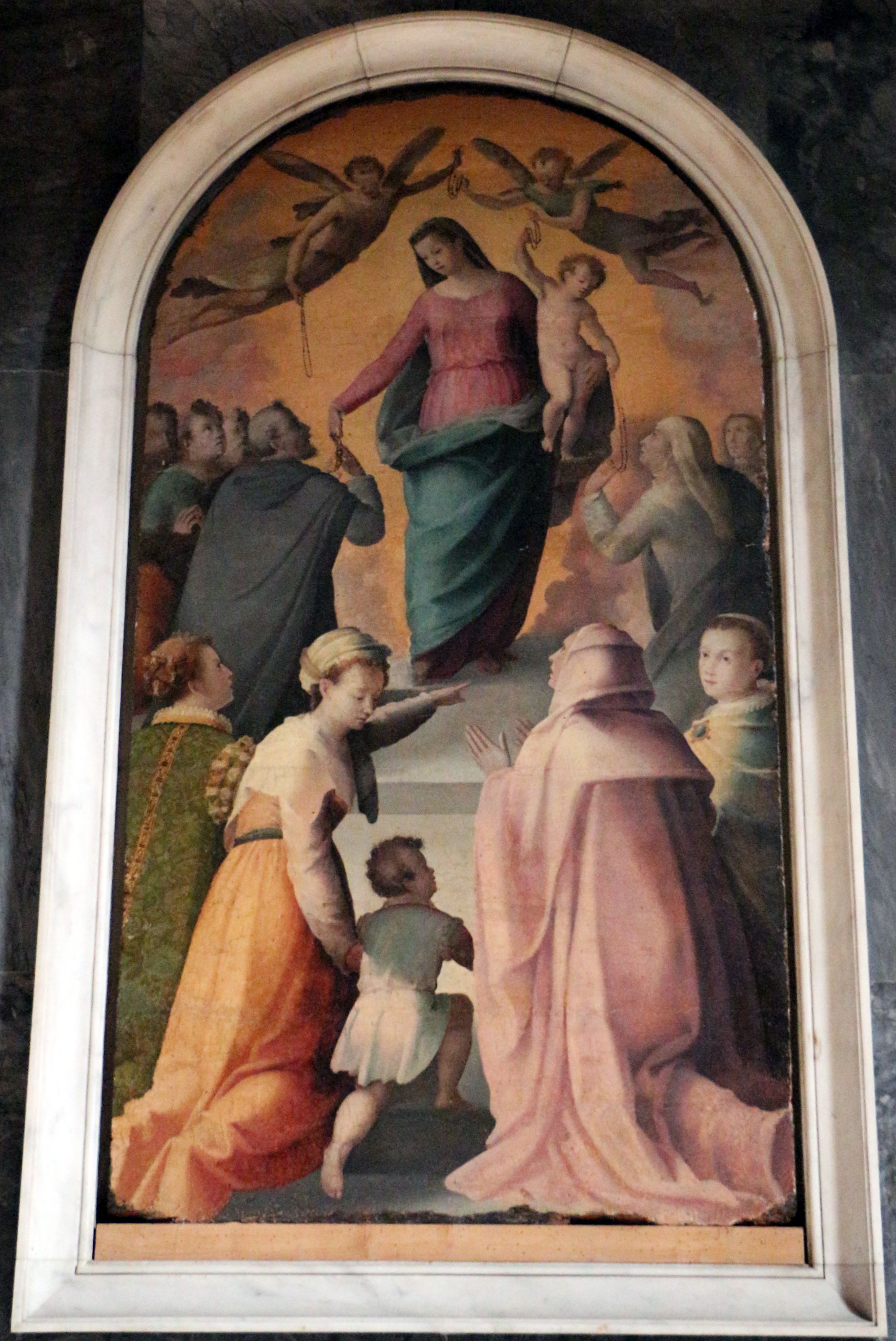
Мадонна Розария.
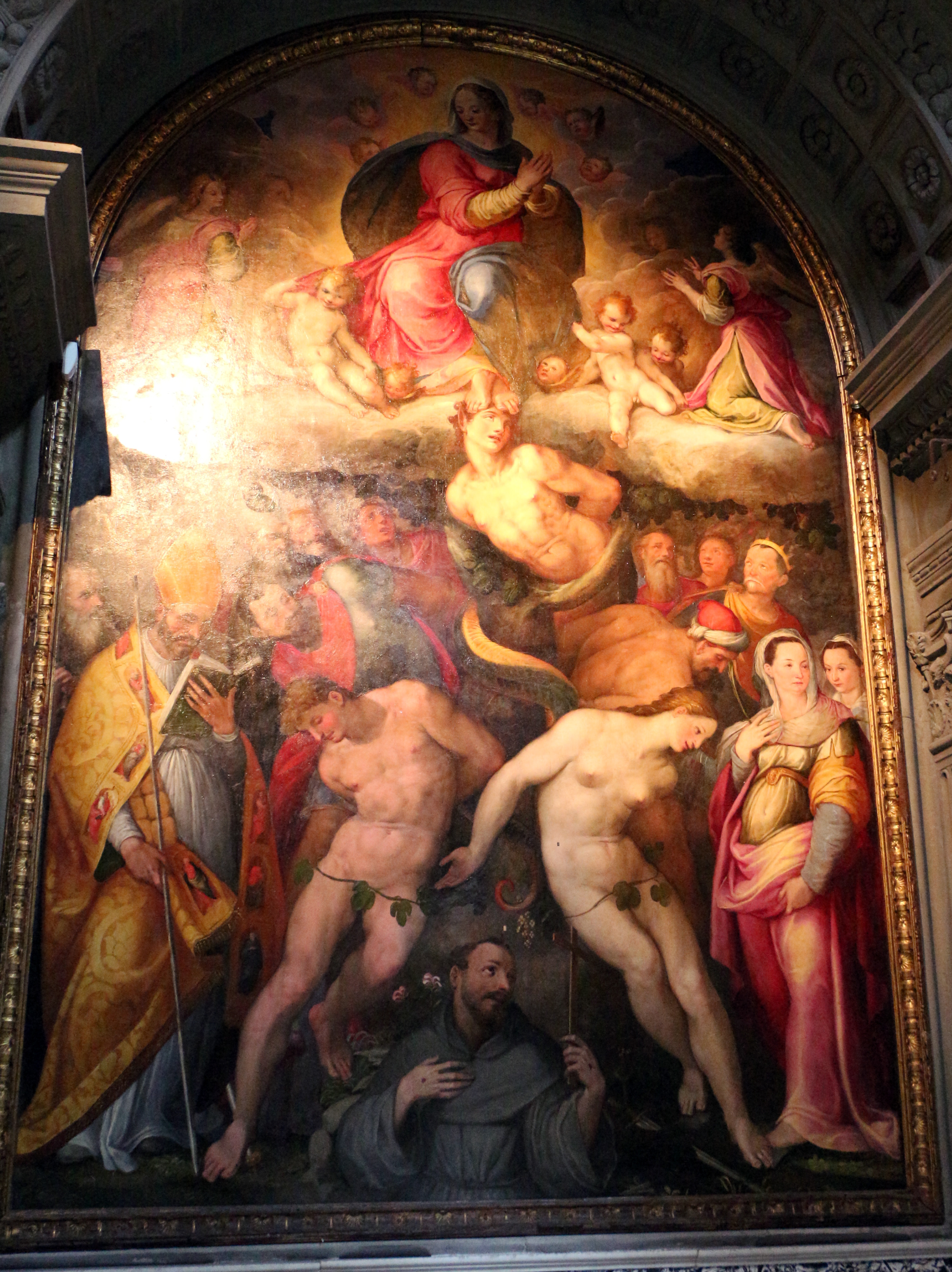
Мадонна Иммакулата. 1590. Собор, Вольтерра
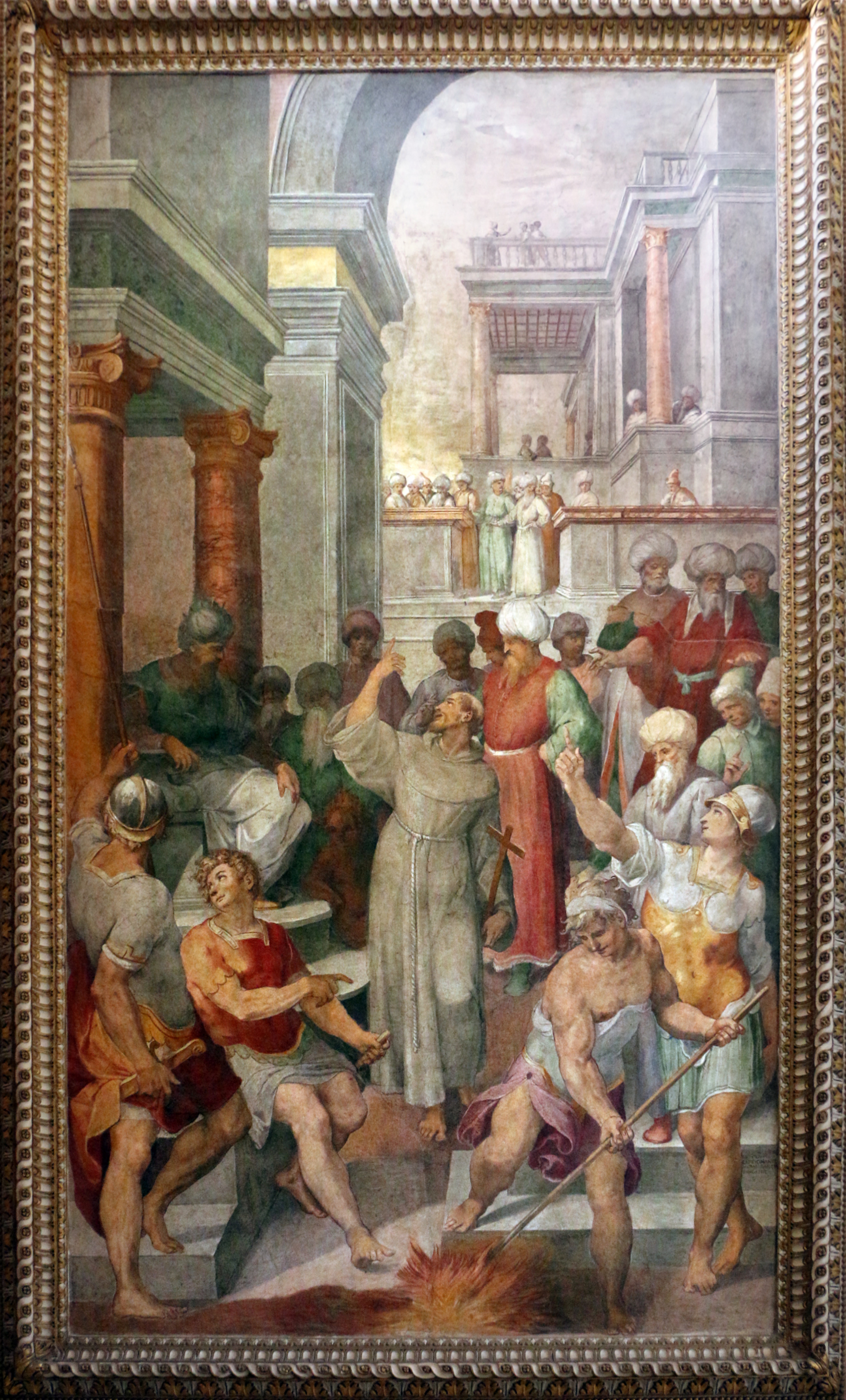
Святой Франциск перед султаном. 1583-1585. Церковь Сан-Джованни-деи-Фьорентини, Рим
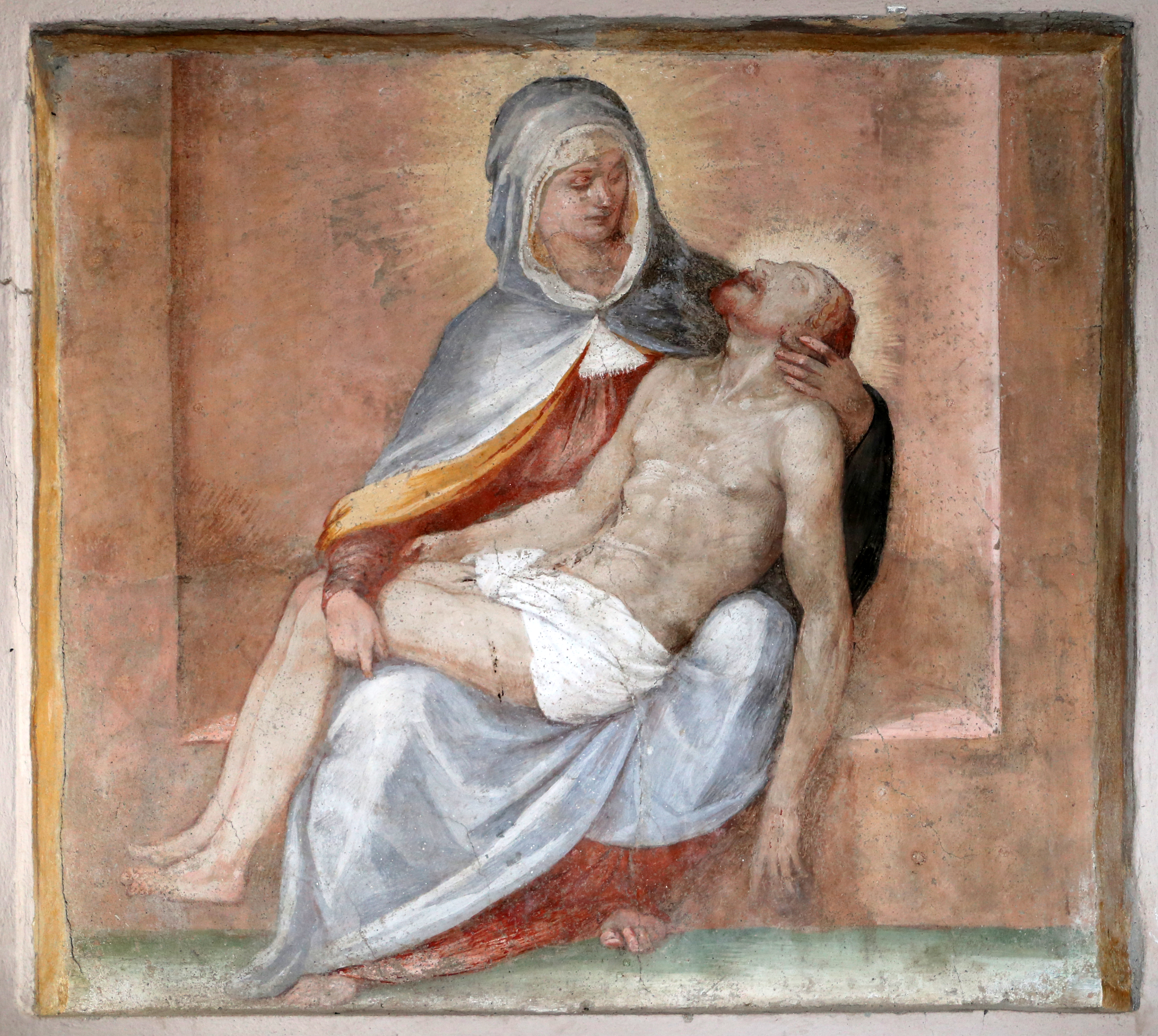
Пьета. Фреска. Церковь Сан-Франческо, Вольтерра